# Smotra crkvenoga pučkog pjevanja
Smotra crkvenoga pučkog pjevanja je kulturna manifestacija koja se održava u Đakovu u Hrvatskoj. Održava se od 2001. godine. 2014. godine održana je uoči Đakovačkih vezova u samostanskoj crkvi Milosrdnih sestara sv. Križa u Đakovu. 